# 宋統殷
宋統殷（1582年—1634年），字獻徵，號瀛渚，山東萊州府即墨縣（今青岛市即墨区）人，軍籍，明朝政治人物。

## 生平
丙午山東鄉試第二十七名舉人，萬曆三十八年（1610年）庚戌科會試五十七名，第二甲第三十九名進士。兵部觀政，三十九年授南京戶部江西司主事，未任，丁内艱，四十二年補戶部浙江司主事，四十四年徐州管倉。后升任淮安府知府。
天启元年（1621年），淮河與黃河水漲滿溢，時任淮安知府的宋統殷與山陽知縣練國事力塞之。天启二年（1622年）四月升任山西按察司副使、易州兵備道。八月调改湖广按察司副使、淮海兵备，晋湖广淮徐道参政，五年十一月升山西按察使、宁武兵备。
崇禎二年（1629年），以都察院右僉都御史巡撫山西。此時有流賊侵擾山西，巡撫宋統殷下令，殺賊者可抵死罪。

## 家族
曾祖宋□；祖宋富；父宋棨；母張氏；前母吳氏；生母王氏。永感下。兄繼殷（庠生）；紹殷；緒殷（把總）。